# Emil Leyk

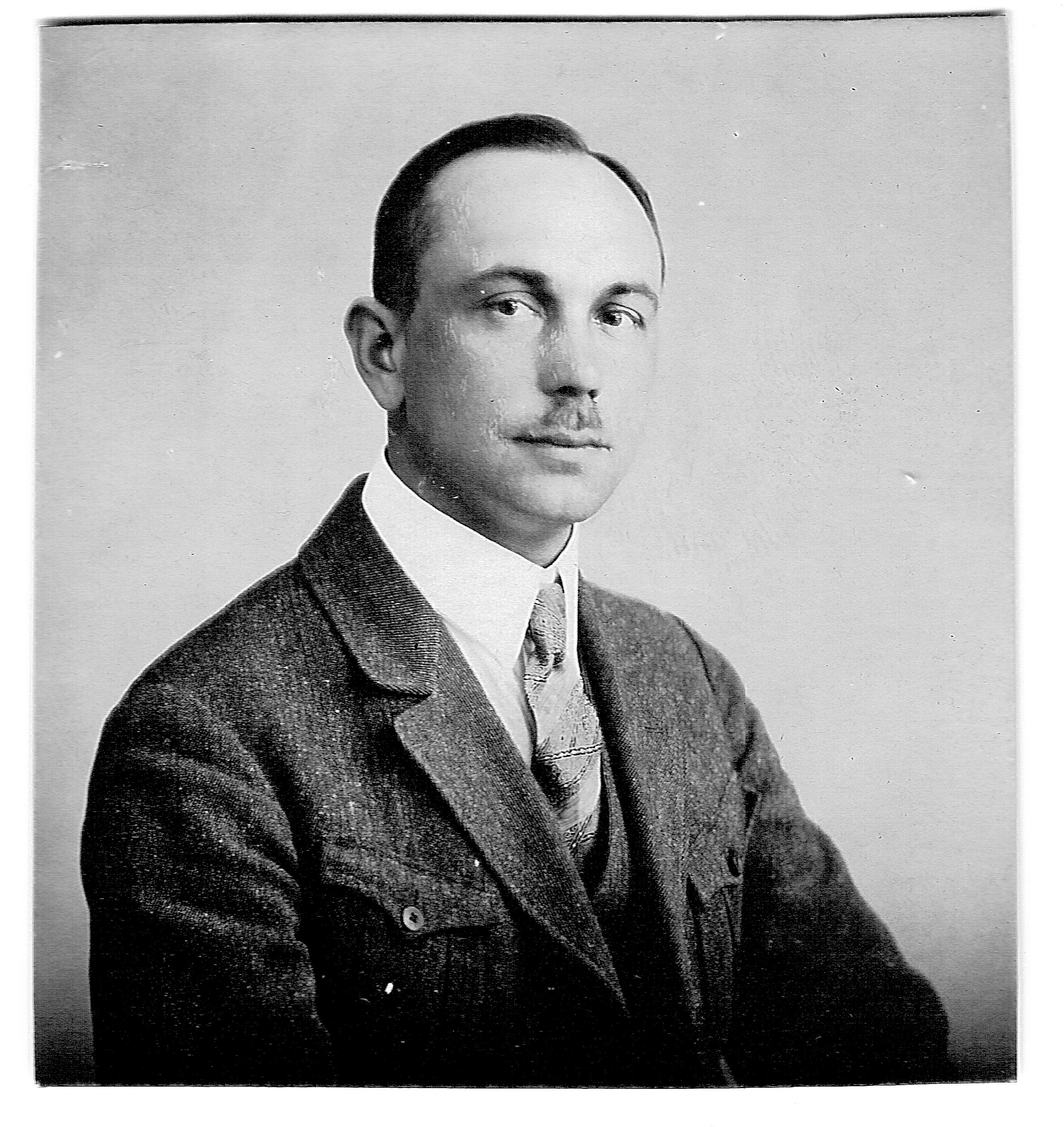
Emil Leyk

Emil Leyk (ur. 17 lipca 1893 roku w Lemanach koło Szczytna, zm. 16 lipca 1972 roku w Olsztynku) – inżynier budownictwa, działacz społeczności ewangelicko– augsburskiej na Mazurach, polski aktywista narodowy.   

## Życiorys
Ukończył inżynierię budowlaną na uczelni w Monachium. W 1914 zmobilizowany do armii niemieckiej. Ciężko ranny na froncie zachodnim przebywał dłuższy okres w szpitalu. Następnie służył w oddziałach saperskich budował fortyfikacje wojenne na terenie Francji. Po zakończeniu działań wojennych został właścicielem fabryki, cegielni i tartaku w Wielbarku. W 1919 zaangażował się w mazurski ruch polityczny włączając się do pracy Mazurskiego Związku Ludowego. Ze względu na swą działalność został brutalnie pobity przez niemiecką bojówkę w Szczytnie, na skutek czego ponad miesiąc spędził w olsztyńskim szpitalu. Zaangażowanie w działania na rzecz Polski opłacił utratą całego majątku po przegranym przez Polskę plebiscycie w lipcu 1920.Opowiedział się wówczas za przynależnością Mazur do Niemiec na zasadzie autonomii językowo-kulturowej. Na jakiś czas wyjechał do USA, później jednak powrócił do Niemiec i zamieszkał w Monachium, gdzie  pracował jako inżynier, potem dyrektor fabryki, wreszcie samodzielnie jako architekt. Zgłosił wówczas patenty budowlane obejmujące elementy z wielkiej płyty i szalunki do betonowania ciągłego. 
Jako wybitny specjalista ds. budownictwa w lipcu 1940  47-letni wówczas Emil Leyk został powołany do Inspektoratu Zbrojeń i Gospodarki Wojennej Wehrmachtu w stopniu kapitana. We wrześniu 1941 r. skierowano go do Salonik, gdzie najpierw był zastępcą a następnie szefem Kriegswirtschaftskommando, okupacyjnej administracji nadzorującej pracę miejscowego przemysłu na potrzeby wojska. W lutym 1943 r. przeniesiono go do Danii na stanowisko szefa technicznego zakładów o znaczeniu wojskowym na terenie całego kraju (Gruppenleiter Krieggewichte Betriebe). W lipcu 1943 r. za sprawą brata Fryderyka został zaprzysiężony pod pseudonimem „Inżynier” w Polskim Związku Wolności, którego struktury od 1942 podporządkowane były Armii Krajowej. Współpracował także z greckim ruchem oporu oraz wywiadem angielskim. Koniec wojny zastał go w Monachium. Do Polski powrócił w 1946 i osiadł na Mazurach, gdzie próbował bezskutecznie razem z bratem Fryderykiem odzyskać utracony w 1922 majątek. Początkowo pracował w Fabryce Wyrobów Drzewnych w Szczytnie, następnie współpracował z charytatywną misją szwedzką (1946-1947). Potem działał jako inspektor nadzorujący liczne budowy nie tylko na terenie Mazur. Przez pewien czas prowadził także własne przedsiębiorstwo budowlane, które jednak z powodów podatkowych zlikwidował.  
Był zaangażowany w życie Kościoła ewangelicko-augsburskiego, m.in. był członkiem Rady Kościelnej w Szczytnie, a  od czerwca 1946 r. pełnił rolę wicekuratora Diecezji Mazurskiej, a potem radcą konsystorialnym. W 1950 został wraz z grupą mazurskich działaczy narodowych aresztowany przez władze bezpieczeństwa. 
Zmarł w 1972. 

## Rodzina
Urodził się w rodzinie murarza i kamieniarza, był synem działacza polskiego na Mazurach Bogumiła (Gottlieba) i Karoliny z Różyńskich. Brat Fryderyka. Od 1948 żonaty z Heleną z domu Sztykiel z którą miał syna Wiktora Marka. 

## Linki
- Hellenopolonica Greckie źródła do dziejów Rzeczypospolitej - Emil Leyk